# 声 (橘慶太のアルバム)
『声』（こえ）は、橘慶太の1枚目フルアルバム作品、2006年11月29日にポニーキャニオンより発売。リリースされたソロ・ファーストオリジナルアルバム（スタジオ録音アルバム）。DVD付初回限定盤（PCCA-02354）と通常盤（PCCA-02355）の同時発売。

## 解説
- 全収録曲全て橘慶太が作詞を手掛けている。テレビ東京系アニメ『家庭教師ヒットマンREBORN!』の第一エンディングテーマ「道標」を収録されて、全10曲に収録。
- DVD盤は「道標」のミュージック・ビデオとアルバムの制作映像を収録。
- 初回限定封入特典はオリジナルギターピック（全5色のうち1色）。

## 収録内容

### Disc1（CD）
通常盤・初回限定盤共通
1. 時代 [4:10]
  - 作詞：橘慶太／作曲：伊橋成哉／編曲：Koma2 Kaz
2. 道標 [3:49]
  - 作詞：橘慶太／作曲：T2ya／編曲：Koma2 Kaz
  - テレビ東京系アニメ『家庭教師ヒットマンREBORN!』の1stエンディングテーマ
  - ミス慶應コンテスト2006 テーマソング
3. キミノコエ [4:22]
  - 作詞：橘慶太／作曲：伊橋成哉／編曲：Koma2 Kaz
4. キャンドル [4:07]
  - 作詞：橘慶太／作曲：山口寛雄／編曲：Koma2 Kaz
5. 恋愛道 [3:56]
  - 作詞：橘慶太／作曲：伊橋成哉／編曲：Koma2 Kaz
6. ひだまりの花 [4:52]
  - 作詞：橘慶太／作曲：伊橋成哉／編曲：Koma2 Kaz
7. 愛のカタチ-Acoustic Version- [4:57]
  - 作詞：橘慶太／作曲：T2ya／編曲：Koma2 Kaz
8. 覚醒 [3:37]
  - 作詞：橘慶太／作曲：伊橋成哉／編曲：Koma2 Kaz
9. S.O.S. [3:52]
  - 作詞：橘慶太／作曲：伊橋成哉／編曲：Koma2 Kaz
10. 卒業 [5:11]
  - 作詞：橘慶太／作曲：伊橋成哉／編曲：Koma2 Kaz

### Disc2（DVD）
- アーティスト：橘慶太
  - 「道標」MUSIC VIDEO+ALBUM MAKING 収録 [3:50]